# 아라이 쇼 (배우)
아라이 쇼(일본어: 新井 將, 1992년 3월 12일~ )는 일본의 배우로, 도쿄도 출신다.